# Nati nel 1901/Giugno
| Questa pagina contiene informazioni ricavate automaticamente dalle voci biografiche con l'ausilio del template Bio e di un bot. L'aggiornamento è periodico e automatico e ricostruisce completamente la pagina. Se manca una persona in questa lista, sei pregato di non aggiungerla, ma accertati piuttosto che la sua voce biografica contenga il template Bio e che i dati anagrafici siano correttamente compilati. Se il template Bio manca, inseriscilo tu stesso o, in alternativa, metti l'avviso {{tmp\|Bio}} che ne segnala la mancanza. Se i dati riportati sono sbagliati, correggi direttamente la voce biografica; le modifiche saranno visibili in questa lista entro pochi giorni. Per chiarimenti vedi il progetto biografie. La lista contiene solo le 111 persone che sono citate nell'enciclopedia e per le quali è stato implementato correttamente il template Bio. Pagina aggiornata al 18 mag 2025. |

- 1º giugno - Hap Day, hockeista su ghiaccio, allenatore di hockey su ghiaccio e dirigente sportivo canadese († 1990)
- 1º giugno - Alexandre Parodi, politico francese († 1979)
- 1º giugno - Iolanda Margherita di Savoia, principessa italiana († 1986)
- 1º giugno - John William Van Druten, drammaturgo e regista teatrale britannico († 1957)
- 2 giugno - Raymond Asso, paroliere francese († 1968)
- 2 giugno - Marie Madeleine Gérard, pittrice belga († 1983)
- 2 giugno - Rudolf Kock, calciatore svedese († 1979)
- 2 giugno - Terence Sanders, canottiere britannico († 1985)
- 2 giugno - Cesarina Valobra, soprano italiano († 1982)
- 3 giugno - Maurice Evans, attore britannico († 1989)
- 3 giugno - Walter Philip Kellenberg, vescovo cattolico statunitense († 1986)
- 3 giugno - Egon Wiberg, chimico tedesco († 1976)
- 3 giugno - Zhang Xueliang, generale cinese († 2001)
- 5 giugno - Carlo Biotti, magistrato e dirigente sportivo italiano († 1977)
- 5 giugno - Carl Joachim Friedrich, politologo tedesco († 1984)
- 5 giugno - Amedeo Grillo, pugile italiano († 1979)
- 5 giugno - Arnaldo Morandi, calciatore italiano
- 6 giugno - Fulvio Croce, avvocato e partigiano italiano († 1977)
- 6 giugno - Henri Evrot, bobbista francese
- 6 giugno - Karl Max Liniger, esperantista svizzero († 1965)
- 6 giugno - Quinto Miotti, calciatore italiano († 1985)
- 6 giugno - Sukarno, politico indonesiano († 1970)
- 6 giugno - Hellmuth Stieff, generale tedesco († 1944)
- 6 giugno - Honoré d'Estienne d'Orves, ufficiale francese († 1941)
- 7 giugno - Vincenzo Biani, generale e aviatore italiano († 1991)
- 7 giugno - Angelo Canevari, pittore, illustratore e scenografo italiano († 1955)
- 7 giugno - Gino Demi, calciatore italiano († 1983)
- 7 giugno - Jimmy Gallagher, calciatore scozzese († 1971)
- 8 giugno - Fausto Melotti, scultore, pittore e musicista italiano († 1986)
- 8 giugno - Salustiano Sánchez, supercentenario spagnolo († 2013)
- 9 giugno - Piero Caleffi, politico, partigiano e antifascista italiano († 1978)
- 9 giugno - Marion Gering, regista russo († 1977)
- 9 giugno - Celestino Ombra, partigiano italiano († 1984)
- 9 giugno - Feliciano Perducca, calciatore argentino († 1976)
- 9 giugno - Giuseppe Pizzigoni, architetto italiano († 1967)
- 9 giugno - Erich Rademacher, nuotatore e pallanuotista tedesco († 1979)
- 10 giugno - René Benedetti, violinista e docente francese († 1975)
- 10 giugno - Antonín Bečvář, astronomo ceco († 1965)
- 10 giugno - Frederick Loewe, compositore austriaco († 1988)
- 10 giugno - Gyula Tóth, calciatore ungherese († 1936)
- 11 giugno - June Howard Tripp, attrice britannica († 1985)
- 11 giugno - Paulette McDonagh, regista e sceneggiatrice australiana († 1978)
- 12 giugno - Clyde Geronimi, regista, animatore e fumettista italiano († 1989)
- 12 giugno - Jimmy Gibson, calciatore scozzese († 1978)
- 12 giugno - Leonard Harrison Matthews, zoologo britannico († 1986)
- 12 giugno - Harold Muller, altista statunitense († 1962)
- 12 giugno - Norman Hartnell, stilista inglese († 1979)
- 12 giugno - Robert Priestley, scenografo statunitense († 1986)
- 13 giugno - Tage Erlander, politico svedese († 1985)
- 13 giugno - Paul Fässler, calciatore svizzero († 1983)
- 13 giugno - Reidar Høilund, calciatore norvegese († 1974)
- 13 giugno - Jean Prévost, scrittore francese († 1944)
- 13 giugno - Félix Pérez Marcos, calciatore spagnolo († 1983)
- 15 giugno - Luigi Riccio, calciatore italiano († 1971)
- 16 giugno - Henri Lefebvre, filosofo, sociologo e geografo francese († 1991)
- 16 giugno - Arthur Pierson, regista e attore statunitense († 1975)
- 16 giugno - Pavel Pavlovič Polubojarov, generale sovietico († 1984)
- 17 giugno - Étienne Bausch, calciatore lussemburghese († 1971)
- 17 giugno - Vincenzo Manno, violinista, compositore e direttore d'orchestra italiano († 1981)
- 17 giugno - Miklós Nyiszli, medico ungherese († 1956)
- 18 giugno - Betty Bird, attrice austriaca († 1998)
- 18 giugno - Anastasija Nikolaevna Romanova, nobile e santa russa († 1918)
- 18 giugno - Leon Suzin, architetto polacco († 1976)
- 19 giugno - Raj Chandra Bose, matematico e statistico indiano († 1987)
- 19 giugno - Joseph De Combe, nuotatore e pallanuotista belga († 1965)
- 19 giugno - Piero Gobetti, giornalista, filosofo e editore italiano († 1926)
- 19 giugno - Gottfried Martin, filosofo tedesco († 1972)
- 19 giugno - Luigi Ronga, musicologo italiano († 1983)
- 20 giugno - Iolanda Crimi, partigiana italiana († 1985)
- 20 giugno - Nina Georgievna Romanova, principessa russa († 1974)
- 20 giugno - Edmondo Rho, critico letterario italiano († 1962)
- 20 giugno - Dino Saccenti, partigiano e politico italiano († 1981)
- 20 giugno - Ugo Sartirana, ingegnere e politico italiano († 1965)
- 21 giugno - Pio Chiaruttini, inventore e imprenditore italiano († 1985)
- 21 giugno - Mario Deluigi, pittore italiano († 1978)
- 21 giugno - Red Dunn, giocatore di football americano statunitense († 1957)
- 22 giugno - Lionel Banks, scenografo statunitense († 1950)
- 22 giugno - Vladimir Georgievič Geptner, zoologo sovietico († 1975)
- 22 giugno - Oliver Horn, pallanuotista statunitense († 1960)
- 22 giugno - Elias Katz, mezzofondista e siepista finlandese († 1947)
- 22 giugno - Massimo Oberti, velista italiano († 1972)
- 22 giugno - Rudolf Wittkower, storico dell'architettura, storico dell'arte e saggista tedesco († 1971)
- 22 giugno - Şehzade Ahmed Nureddin, principe ottomano († 1944)
- 23 giugno - Otto Heckmann, astronomo tedesco († 1983)
- 23 giugno - Dick Ripley, velocista britannico († 1996)
- 23 giugno - Ahmet Hamdi Tanpınar, scrittore, poeta e saggista turco († 1962)
- 23 giugno - Paul Verhoeven, regista e attore tedesco († 1975)
- 24 giugno - Libero Ferrario, ciclista su strada italiano († 1930)
- 24 giugno - Charles Keightley, militare britannico († 1974)
- 24 giugno - Remo Pannain, giurista italiano († 1967)
- 24 giugno - Harry Partch, compositore statunitense († 1974)
- 24 giugno - Chuck Taylor, cestista e allenatore di pallacanestro statunitense († 1969)
- 24 giugno - Juan Urkizu, calciatore e allenatore di calcio spagnolo († 1982)
- 25 giugno - Giovanni Barbini, ufficiale italiano († 1998)
- 25 giugno - Giacomo Debenedetti, scrittore, saggista e critico letterario italiano († 1967)
- 25 giugno - Gyula Wilhelm, calciatore ungherese († 1979)
- 26 giugno - Jean Boyer, regista e compositore francese († 1965)
- 26 giugno - Lajos Buza, calciatore ungherese († 1965)
- 26 giugno - Erivo Ferri, partigiano e politico italiano († 1960)
- 26 giugno - Gennaro Finizio, calciatore italiano († 1990)
- 26 giugno - Juan David García Bacca, filosofo spagnolo († 1991)
- 26 giugno - Sebastian Huber, bobbista tedesco († 1985)
- 26 giugno - Donald Thomson, antropologo e ornitologo australiano († 1970)
- 27 giugno - Willy Rozier, attore, regista e produttore cinematografico francese († 1983)
- 27 giugno - Endre Steiner, scacchista ungherese († 1944)
- 28 giugno - Kurt Helbig, sollevatore tedesco († 1975)
- 29 giugno - Nelson Eddy, attore statunitense († 1967)
- 29 giugno - Frieda Inescort, attrice scozzese († 1976)
- 29 giugno - Henri Letondal, attore francese († 1955)
- 30 giugno - Sebastiano Fulci, politico italiano († 1980)
- 30 giugno - Natwarsinhji Bhavsinhji, principe e crickettista indiano († 1979)